# Maresché
Maresché ist eine Gemeinde mit 879 Einwohnern (Stand: 1. Januar 2022) in Frankreich. Sie liegt im Département Sarthe und in der Region Pays de la Loire. Maresché gehört zum Arrondissement Mamers und zum Kanton Sillé-le-Guillaume. Die Einwohner werden Mareschéens genannt.

## Geografie
Maresché liegt etwa 25 Kilometer nordnordwestlich von Le Mans. Die Sarthe begrenzt die Gemeinde im Westen. Ihr Zufluss Orthon durchquert das Gemeindegebiet und mündet hier in die Sarthe. Umgeben wird Maresché von den Nachbargemeinden Beaumont-sur-Sarthe im Norden und Nordwesten, Vivoin im Nordosten, Lucé-sous-Ballon im Osten und Nordosten, Teillé im Süden und Osten, Saint-Marceau im Süden sowie Assé-le-Riboul im Westen.
Durch die Gemeinde führt die Autoroute A 28.

## Einwohnerentwicklung
| 1962                       | 1968 | 1975 | 1982 | 1990 | 1999 | 2006 | 2018 |
| -------------------------- | ---- | ---- | ---- | ---- | ---- | ---- | ---- |
| 748                        | 712  | 663  | 608  | 586  | 700  | 878  | 888  |
| Quellen: Cassini und INSEE |      |      |      |      |      |      |      |

## Sehenswürdigkeiten
- Kirche Saint-Martin
- Herrenhaus von La Bussonière aus dem 15. Jahrhundert, Umbauten aus dem 18. Jahrhundert, Monument historique seit 1981
- romanische Brücke über die Sarthe, seit 1988 Monument historique

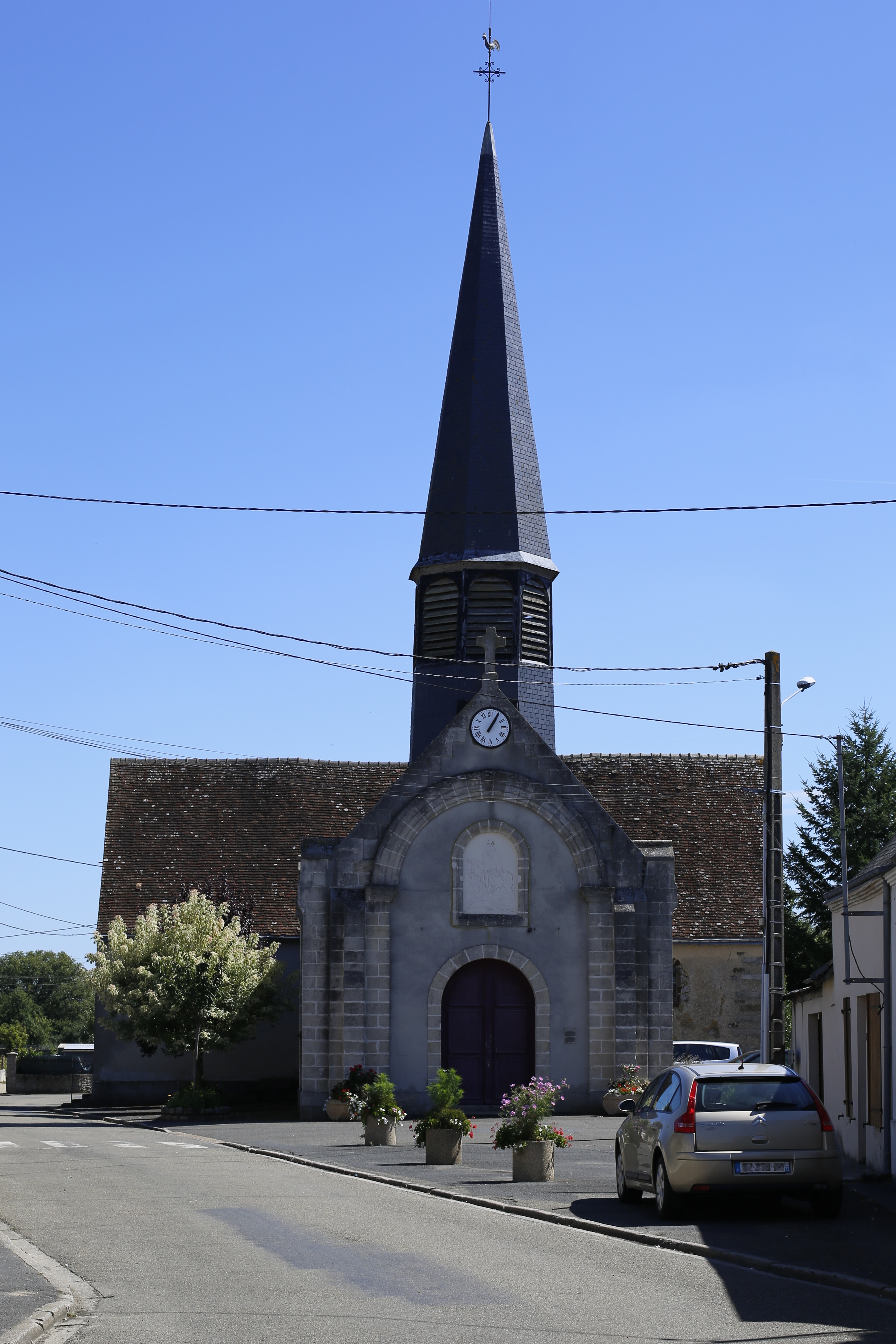
Kirche Saint-Martin